# 2008年北京オリンピックの自転車競技・女子個人ロードレース
2008年北京オリンピックの自転車競技・女子個人ロードレース（2008ねんペキンオリンピックのじてんしゃきょうぎ・じょしこじんロードレース）は、2008年8月10日、126.4kmの距離で行われ、33ヵ国から66人が出場した。
レース中のほとんどで大雨が降り、選手にとっては厳しい条件だった。5人集団が最終周で抜け出し、ラストスパートまでともにあり、ニコール・クック（イギリス）が優勝した。クックは2008年大会でイギリス初のメダリストとなり、通算200個目のオリンピック金メダルを獲得した。エマ・ヨハンソン（スウェーデン）とタティアーナ・グデルツォ（イタリア）がクックと同着で2位と3位となり、それぞれ銀メダルと銅メダルを獲得した。
マリア・イサベル・モレノ（スペイン）が2008年大会で初めてドーピング検査で陽性となった。彼女はこの種目とタイムトライアルに出場する予定だったが、レース前の7月31日に北京を発った。8月11日、国際オリンピック委員会は、彼女がエリスロポエチン検査で陽性反応を示したと発表した。これにより、出場選手は2004年大会より1人少ない、66人となった。

## ドーピング
レースの翌日、国際オリンピック委員会は、マリア・イサベル・モレノ（スペイン）が2008年大会で初めてドーピング検査で陽性となったと発表した。モレノは北京に到着した日（7月31日）に尿検体を提出したが、パニック発作を起こし、その日のうちにマドリッドに帰り、北京に戻って来ることはなかった。尿検体はエリスロポエチン検査で陽性反応を示した。国際オリンピック委員会は彼女の大会認定を剥奪し、国際自転車競技連合に問題を付託し、陽性結果を確認した。

## 成績

### 完走者
| 順位 | 選手名                                                    | 時間          |
| ---- | --------------------------------------------------------- | ------------- |
|      | ニコール・クック イギリス (GBR)                           | 3時間32分24秒 |
|      | エマ・ヨハンソン スウェーデン (SWE)                       | 同            |
|      | タティアーナ・グデルツォ イタリア (ITA)                   | 同            |
| 4    | クリスティアーネ・ゼーダー オーストリア (AUT)             | +0:04         |
| 5    | リンダ・ウィルムセン デンマーク (DEN)                     | +0:09         |
| 6    | マリアンヌ・フォス オランダ (NED)                         | +0:21         |
| 7    | プリスカ・ドップマン スイス (SUI)                         | 同            |
| 8    | パウリナ・ブルゼジュナ ポーランド (POL)                   | 同            |
| 9    | エディタ・プチンスカイテー リトアニア (LTU)               | 同            |
| 10   | ズルフィヤ・ザビロワ (KAZ)                                | 同            |
| 11   | ヨランタ・ポリケウィチィウーテー リトアニア (LTU)         | 同            |
| 12   | ユリア・マルティソワ ロシア (RUS)                         | 同            |
| 13   | クリステル・フェリエ・ブリュノー フランス (FRA)           | 同            |
| 14   | マリリーヌ・サルヴェタ フランス (FRA)                     | 同            |
| 15   | ノエミ・カンテーレ イタリア (ITA)                         | 同            |
| 16   | 高敏 中国 (CHN)                                           | +0:28         |
| 17   | リー・ホブソン カナダ (CAN)                               | 同            |
| 18   | ニコーレ・ブレンドリ スイス (SUI)                         | 同            |
| 19   | アンナ・サンチス スペイン (ESP)                           | 同            |
| 20   | トリークシー・ヴォラック ドイツ (GER)                     | 同            |
| 21   | スザンヌ・ユンスコック スウェーデン (SWE)                 | 同            |
| 22   | エフゲニヤ・ヴィストスカ ウクライナ (UKR)                 | +0:31         |
| 23   | エマ・プーリー イギリス (GBR)                             | 同            |
| 24   | ジャニー・ロンゴ フランス (FRA)                           | +0:33         |
| 25   | クリスティン・アームストロング アメリカ合衆国 (USA)       | +0:43         |
| 26   | アニタ・ヴァレン・デ・ヴリエス ノルウェー (NOR)           | +0:53         |
| 27   | モデスタ・ウジェスニアウスカイテー リトアニア (LTU)       | 同            |
| 28   | ジョアンヌ・キエサナウスキー ニュージーランド (NZL)       | 同            |
| 29   | オイノーネ・ウッド オーストラリア (AUS)                   | 同            |
| 30   | グレテ・トレイエル エストニア (EST)                       | 同            |
| 31   | 沖美穂 日本 (JPN)                                         | 同            |
| 32   | タティアナ・スティアイキナ ウクライナ (UKR)               | 同            |
| 33   | アンバー・ネーベン アメリカ合衆国 (USA)                   | 同            |
| 34   | マリッサ・ファン・デル・マーウェ 南アフリカ (RSA)         | 同            |
| 35   | シャロン・ローズ イギリス (GBR)                           | 同            |
| 36   | ミリャム・メルヒェルス オランダ (NED)                     | 同            |
| 37   | エリーヌ・ウィロック カナダ (CAN)                         | +0:59         |
| 38   | セーラ・キャリガン オーストラリア (AUS)                   | +1:01         |
| 39   | ハンカ・クフェルナーゲル ドイツ (GER)                     | 同            |
| 40   | ナタリア・ボヤルスカヤ ロシア (RUS)                       | +1:21         |
| 41   | ユーディト・アルント ドイツ (GER)                         | +1:27         |
| 42   | オクサナ・カシュチィシィナ ウクライナ (UKR)               | +1:49         |
| 43   | アレクサンドラ・ブルチェンコワ ロシア (RUS)               | +4:08         |
| 44   | リエズロ・ドクロワ ベルギー (BEL)                         | +4:11         |
| 45   | アレッサンドラ・ジュッセッピーナ・グラッシ メキシコ (MEX) | 同            |
| 46   | モニーカ・シャフル オーストリア (AUT)                     | +4:13         |
| 47   | ハンタル・ベルトマン オランダ (NED)                       | +4:38         |
| 48   | 孟浪 中国 (CHN)                                           | +5:18         |
| 49   | シグリッド・テレサ・コルネオ スロベニア (SLO)             | +7:05         |
| 50   | アレクサンドラ・ウルブレスキー カナダ (CAN)               | +7:12         |
| 51   | クレミルダ・フェルナンデス ブラジル (BRA)                 | +8:37         |
| 52   | クリステーネ・トルバーン アメリカ合衆国 (USA)             | +8:44         |
| 53   | キャサリーヌ・チートリー ニュージーランド (NZL)           | 同            |
| 54   | ダニエリ・ガルシア ベネズエラ (VEN)                       | +11:01        |
| 55   | マルタ・ビラホサナ スペイン (ESP)                         | 同            |
| 56   | サラ・ムストネン スウェーデン (SWE)                       | 同            |
| 57   | アンヒエ・ゴンサレス ベネズエラ (VEN)                     | 同            |
| 58   | 顧宋垠 韓国 (KOR)                                         | +13:35        |
| 59   | チェリーズ・テイラー 南アフリカ (RSA)                     | +16:09        |
| 60   | ユマリ・ゴンサレス キューバ (CUB)                         | +19:15        |
| 61   | チャンペン・ノンタシン タイ (THA)                         | +19:27        |
| 62   | オレリ・アルブワシュ モーリシャス (MRI)                   | +19:47        |

### 途中棄権
1. 子熙榮
韓国 (KOR)
2. ヴェラ・カッラーラ
イタリア (ITA)
3. カサリーヌ・バテス
オーストラリア (AUS)
4. イェニファー・ホール
スイス (SUI)